# Tetrapogon villosus
Tetrapogon villosus là một loài thực vật có hoa trong họ Hòa thảo. Loài này được Desf. miêu tả khoa học đầu tiên năm 1799.